# Alexandr Ivanovitch Herzen
Alexandr Ivanovitch Herzen, em em russo:  Александр Иванович Герцен (Moscou,  greg.  6 de abril/ jul. 25 de março de 1812 — Paris, greg.  21 de janeiro/ jul. 9 de janeiro de 1870), foi um filósofo, escritor, jornalista e político russo. 

## Carreira
Conhecido como o pai do socialismo russo, é considerado como um inspirador do clima político que conduziu à emancipação dos servos, em 1861. Foi também um dos mais importantes escritores do país no século XIX, por sua prosa original.
Sua autobiografia Passado e meditações (Byloïé i Doumy) revela uma educação aristocrática, ao lado de uma sensibilidade precoce para os ideais revolucionários, e um caráter impetuoso.
Seu nome "Herzen" ("que vem do coração", do alemão Herz, "coração") foi inventado por ocasião do seu nascimento. Sua mãe,  Henriette Wilhelmina Luisa Haag , era uma jovem criada protestante de  Stuttgart, enquanto seu pai, Ivan Alekseïevitch Iakovlev, pertencia à alta aristocracia russa.
Instala-se em Paris em 1847, onde colabora com Proudhon e vive os acontecimentos de 1848. Parte de Paris para Londres em  1852. Posteriormente viveu entre Genebra, Nice et Paris. Entretanto, Herzen ocupou-se  principalmente de combater o regime tsarista por seus artigos no L'étoile polaire (1857-1865) ou La Cloche (1857-1865). Apesar da censura, seus artigos tiveram grande impacto na Rússia.
Morrerá pouco antes da Comuna de Paris.
Influenciou Isaiah Berlin no gosto pela história das ideias sociais e políticas.

## Os ideais de Herzen
Dado que, à época, quase não existia um proletariado na Rússia, Herzen estava convencido de que graças às comunidades camponesas seria possível passar diretamente do regime de servidão ao  socialismo, evitando o capitalismo. Herzen idealizava o camponês russo.
Herzen foi um dos primeiros críticos russos do capitalismo e da burguesia. Também criticou as idéias defendidas por Jean-Baptiste Say e Malthus. Embora sustentasse as idéias do socialismo utópico e a luta dos camponeses contra os proprietários de terras, passou à história como um democrata revolucionário que lutou ativamente contra a autocracia e a servidão na Rússia.

## Obras
- Legend (Легенда, 1836)[1]
- Elena (Елена, 1838)[1]
- Notes of a Young Man (1840)[1]
- Diletantism in Science[2] (1843)[1]
- Who is to Blame? (Кто виноват?, 1846)[1]
- Mimoezdom (Мимоездом, 1846)[1]
- Dr. Krupov (Доктор Крупов, 1847)[1]
- Thieving Magpie (Сорока-воровка, 1848)[1]
- The Russian People and Socialism[2] (Русский народ и социализм, 1848)
- From the Other Shore[3] (1848–1850)
- Letters from France and Italy (1852)
- Selected Philosophical Works[2] 1956
- My Past and Thoughts: The Memoirs of Alexander Herzen (autobiografia)